# Aín Xixa
Aín Xixa (pronunciado [a'in ʃi'ʃa], en árabe: الدشيشة‎, en francés: Douar Dchicha) es una localidad marroquí perteneciente al municipio de Tagramt, la región de Tánger-Tetuán-Alhucemas. Desde 1912 hasta 1956 perteneció a la zona norte del Protectorado español de Marruecos.